# Meesia squarrosa
Meesia squarrosa là một loài Rêu trong họ Meesiaceae. Loài này được (Hedw.) Wahlenb. mô tả khoa học đầu tiên năm 1812.